# Ulrich Beck

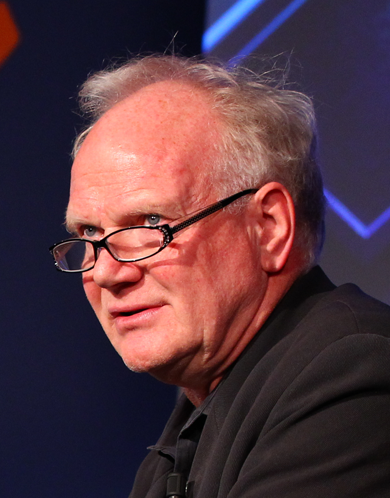
Ulrich Beck (2012)

Ulrich Beck (* 15. Mai 1944 in Stolp; † 1. Januar 2015 in München) war ein deutscher Soziologe. 
Weit über die Fachgrenzen hinaus bekannt wurde Beck mit seinem 1986 erschienenen und in 35 Sprachen übersetzten Buch Risikogesellschaft. Auf dem Weg in eine andere Moderne. Darin beschrieb er unter anderem die „Enttraditionalisierung der industriegesellschaftlichen Lebensformen“, die „Entstandardisierung der Erwerbsarbeit“ sowie die Individualisierung von Lebenslagen und Biographiemustern. Beck kritisierte soziologische Betrachtungsweisen, die in nationalstaatlichen Aspekten und Begrifflichkeiten verharrten. Die technisch-ökonomischen Fortschritte im industriegesellschaftlichen Rahmen sah er – etwa am Beispiel der Atomkraftnutzung – von ungeplanten Nebenfolgen übernationalen und teils globalen Ausmaßes überlagert und in Frage gestellt. Bezugspunkte seiner Theoriebildung waren zunehmend die Erscheinungsformen und Folgen grenzüberschreitender Umweltprobleme und der Globalisierung.
Beck war Professor für Soziologie an der Ludwig-Maximilians-Universität München, an der London School of Economics and Political Science und an der FMSH (Fondation Maison des Sciences de l’Homme) in Paris. Die Forschung und Theoriebildung Ulrich Becks war mit vielerlei aktivem politischen Engagement verbunden. Im Folgenzusammenhang der Finanzkrise ab 2007, die zu einer Staatsschuldenkrise im Euroraum führte, verfasste er 2012 gemeinsam mit dem Grünen-Politiker Daniel Cohn-Bendit das Manifest „Wir sind Europa!“, das ein Freiwilliges Europäisches Jahr für alle Altersgruppen propagierte mit dem Ziel, Europa im tätigen Miteinander seiner Bürger „von unten“ neu zu gründen.

## Leben

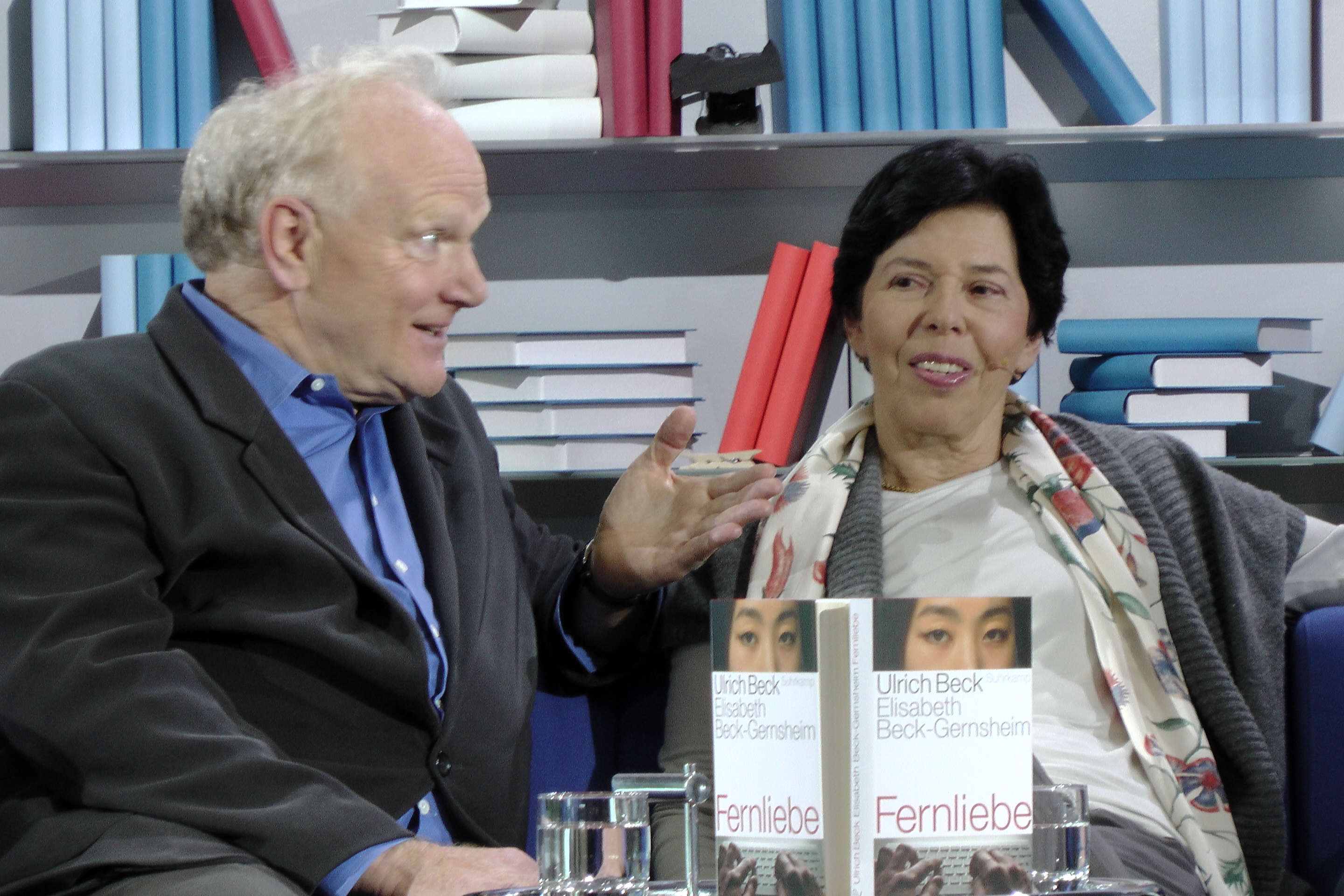
Ulrich Beck und Elisabeth Beck-Gernsheim (2011) auf dem Blauen Sofa

Ulrich Beck wurde als Sohn des Marineoffiziers Wilhelm Beck und seiner Frau Magarete, geb. von Schulz-Hausmann, in Stolp (heute Słupsk, Polen) geboren und wuchs in Hannover auf. Nach dem Abitur nahm er zunächst in Freiburg im Breisgau ein Studium der Rechtswissenschaften auf. Später erhielt er ein Stipendium der Studienstiftung des deutschen Volkes und studierte Soziologie, Philosophie, Psychologie und Politische Wissenschaft an der Universität München. Dort wurde er 1972 promoviert und sieben Jahre später im Fach Soziologie habilitiert. Ulrich Beck war mit der Familiensoziologin Elisabeth Beck-Gernsheim verheiratet.
Professuren hatte Beck von 1979 bis 1981 an der Westfälischen Wilhelms-Universität Münster und von 1981 bis 1992 in Bamberg inne. Er wirkte jahrelang in Konvent und Vorstand der Deutschen Gesellschaft für Soziologie mit. Von 1999 bis 2009 war Ulrich Beck Sprecher des von der Deutschen Forschungsgemeinschaft (DFG) finanzierten Sonderforschungsbereichs 536: „Reflexive Modernisierung“, eines interdisziplinären Kooperationszusammenhangs zwischen vier Universitäten im Münchner Raum. Hier wurde Becks Theorie reflexiver Modernisierung interdisziplinär anhand eines breiten Themenspektrums in entsprechenden Forschungsprojekten empirisch überprüft.
Beck war Mitglied des Kuratoriums am Jüdischen Zentrum München und des deutschen PEN. Im März 2011 wurde er Mitglied der Ethikkommission für sichere Energieversorgung. Vom Europäischen Forschungsrat wurde ihm 2012 ein Projekt zum Thema „Methodologischer Kosmopolitismus am Beispiel des Klimawandels“ mit fünfjähriger Laufzeit bewilligt. 
Ulrich Beck starb am 1. Januar 2015 im Alter von 70 Jahren an den Folgen eines Herzinfarkts. Er ist auf dem Münchner Nordfriedhof beerdigt.

## Werk

Autograph

Im Anschluss an die Erfolgspublikation „Risikogesellschaft“ von 1986 publizierte Ulrich Beck während der folgenden 25 Jahre eine Vielzahl weiterer Beiträge zu der sein Forschen bestimmenden Frage: Wie können gesellschaftliches und politisches Denken und Handeln angesichts des radikalen globalen Wandels (Umweltzerstörungen, Finanzkrise, globale Erwärmung, Krise der Demokratie und der nationalstaatlichen Institutionen) für eine historisch-neuartig verflochtene Moderne geöffnet werden?
Zum Gegenstand von Becks Forschungen, Publikationen und politischen Initiativen wurden hauptsächlich länderübergreifende und weltumspannende soziologische Zusammenhänge. Besonderes Augenmerk richtete er dabei auf Chancen und Probleme der europäischen Integration, auf die Globalisierungstendenzen und -herausforderungen sowie auf die Perspektiven einer Weltinnenpolitik.

### Entgrenzte Risikogesellschaft
Im Erscheinungsjahr von Ulrich Becks Studie Risikogesellschaft. Auf dem Weg in eine andere Moderne kam es am 26. April zur Nuklearkatastrophe von Tschernobyl, auf die Beck gleich eingangs Bezug nahm: „Vieles, das im Schreiben noch argumentativ erkämpft wurde – die Nichtwahrnehmbarkeit der Gefahren, ihre Wissensabhängigkeit, ihre Übernationalität, die »ökologische Enteignung«, der Umschlag von Normalität in Absurdität usw. – liest sich nach Tschernobyl wie eine platte Beschreibung der Gegenwart.“ Am Ende des 20. Jahrhunderts erweise sich die im Zuge der technisch-industriellen Verwandlung und weltweiten Vermarktung in das Industriesystem hereingeholte Natur als eine vernutzte und verseuchte. „Gefahren werden zu blinden Passagieren des Normalkonsums. Sie reisen mit dem Wind und mit dem Wasser, stecken in allem und in jedem und passieren mit dem Lebensnotwendigsten – der Atemluft, der Nahrung, der Kleidung, der Wohnungseinrichtung – alle sonst so streng kontrollierten Schutzzonen der Moderne.“ Dies sei das Ende der klassischen Industriegesellschaft, wie sie das 19. Jahrhundert hervorgebracht habe, sowie der herkömmlichen Vorstellungen unter anderem von nationalstaatlicher Souveränität, Fortschrittsautomatik, Klassen oder Leistungsprinzip.
Markantes Unterscheidungsmerkmal der Risikogesellschaft im Vergleich zu den Unsicherheiten, Bedrohungen und Katastrophen früherer Epochen – die Naturgewalten, Göttern oder Dämonen zugeschrieben wurden – sei die Bedingtheit ökologischer, chemischer oder gentechnischer Gefahren durch von Menschen getroffene Entscheidungen: „Beim Erdbeben von Lissabon im Jahre 1755 hatte die Welt aufgestöhnt. Aber die Aufklärer haben nicht, wie nach der Atomreaktor-Katastrophe von Tschernobyl, die Industriellen, die Ingenieure und Politiker, sondern Gott vor das Menschengericht zitiert.“ Beck stellt fest, Technologen hätten heutzutage grünes Licht, die Welt umzukrempeln, ja selbst „Verfassungsänderungen des Lebens“ voranzutreiben, die mit der Humangenetik unlegitimiert Einzug hielten. „Man wundert sich nur irgendwann später, daß es die Familie ähnlich wie die Dinosaurier und die Maikäfer nicht mehr gibt.“ Die „brave new world“ könne Wirklichkeit werden, „wenn und weil der kulturelle Horizont zerbrochen und abgestreift wurde, in dem sie noch als ‚brave new world’ erscheint und kritisierbar ist.“
Deutlich unterscheidet Beck zwischen Risiko und Katastrophe. Risiko schließt demnach die Antizipation zukünftiger Katastrophen in der Gegenwart ein. Daraus ergeben sich Ziel und Möglichkeiten der Katastrophenvermeidung, etwa mit Hilfe von Wahrscheinlichkeitsrechnungen, Versicherungsregelungen und Prävention. Lange bevor 2008 weltweit die Finanzkrise ausbrach, prognostizierte Beck: Die neuen Risiken, die eine globale Antizipation globaler Katastrophen in Gang setzen, erschüttern die institutionellen und politischen Grundlagen moderner Gesellschaften (siehe zuletzt die weltweite Kontroverse über die Risiken der Atomenergie nach der Reaktorkatastrophe von Fukushima). Der neue Typus globaler Risiken sei durch vier Merkmale gekennzeichnet: Entgrenzung, Unkontrollierbarkeit, Nicht-Kompensierbarkeit und (mehr oder weniger uneingestandenes) Nichtwissen. Weil aber globale Risiken teilweise auf Nicht-Wissen beruhen, sind die Konfliktlinien der Weltrisikogesellschaft kulturell bestimmt. Wir haben es – so Beck – mit einem clash of risk cultures zu tun.
Ulrich Becks „Risikogesellschaft“ wurde als eines der 20 bedeutendsten soziologischen Werke des Jahrhunderts durch die International Sociological Association (ISA) ausgezeichnet.

### Reflexive Modernisierung
Die Theorie reflexiver Modernisierung (siehe auch die Unterscheidung von Erster und Zweiter Moderne) arbeitet den Grundgedanken aus, dass der Siegeszug der industriellen Moderne über den Erdball Nebenfolgen erzeugt, die die institutionellen Grundlagen und Koordinaten der nationalstaatlichen Moderne infrage stellen, verändern, für politisches Handeln öffnen. Für Beck handelt es sich im Kern um die Selbstkonfrontation von Modernisierungsfolgen mit den Modernisierungsgrundlagen:

„Die Konstellationen der Risikogesellschaft werden erzeugt, weil im Denken und Handeln der Menschen und der Institutionen die Selbstverständlichkeiten der Industriegesellschaft (der Fortschrittskonsens, die Abstraktion von ökologischen Folgen und Gefahren, der Kontrolloptimismus) dominieren. Die Risikogesellschaft ist keine Option, die im Zuge politischer Auseinandersetzungen gewählt oder verworfen werden könnte. Sie entsteht im Selbstlauf verselbständigter, folgenblinder, gefahrentauber Modernisierungsprozesse. Diese erzeugen in der Summe und Latenz Selbstgefährdungen, die die Grundlagen der Industriegesellschaft in Frage stellen, aufheben, verändern.“

Reflexive Modernisierung geht laut Beck einher mit Formen der Individualisierung sozialer Ungleichheit. Die kulturellen Voraussetzungen sozialer Klassen schwinden, wobei es zu einer Verschärfung sozialer Ungleichheit kommt, „die nun nicht mehr in lebenslang lebensweltlich identifizierbaren Großlagen verläuft, sondern (lebens)zeitlich, räumlich und sozial zersplittert wird.“ Wolfgang Bonß und Christoph Lau sehen reflexive Modernisierung als einen Prozess des Grundlagenwandels, bei dem die alten Gegebenheiten und Lösungsansätze neben neuen anderen weiterbestehen. Zur alten Form der Kernfamilie gesellten sich diverse neue Formen; neben der klassischen Form des fordistischen Unternehmens etablierten sich die neuen Formen der Netzwerkorganisation; zum klassischen „Normalarbeitsverhältnis“ kämen neue, flexibilisierte Arbeitsformen hinzu; und neben die herkömmlichen Formen disziplinärer Grundlagenforschung träten nun diverse Formen transdisziplinärer Forschung. „Gerade diese Gleichzeitigkeit von Altem und Neuem macht es so schwierig, den Wandel eindeutig zu diagnostizieren oder gar als klaren Bruch zu beschreiben.“
Becks Theorie reflexiver Modernisierung zielt auf übergreifende Wechselwirkungen und Zusammenhänge, auch in wissenschaftstheoretischer Hinsicht. So heißt es in Risikogesellschaft:

„Rationalität und Irrationalität sind nie nur eine Frage der Gegenwart und Vergangenheit, sondern auch der möglichen Zukunft. Wir können aus unseren Fehlern lernen – das heißt auch: eine andere Wissenschaft ist immer möglich. Nicht nur eine andere Theorie, sondern eine andere Erkenntnistheorie, ein anderes Verhältnis von Theorie und Praxis dieses Verhältnisses.“

Über die Soziologie hinaus trat Beck dafür ein, nicht in den herkömmlichen Forschungsansätzen und -theorien zu verharren. So monierte er etwa in der Geschichtswissenschaft einen Mangel an Sorge um „eine theoretisch umfassende Auseinandersetzung mit den Grundfragen der Historiographie“ und plädierte dafür, historischen Wandel auch im Lichte geeigneter soziologischer Theorieaspekte zu erforschen. Anlass dazu gab ihm die Untersuchung von Benjamin Steiner Nebenfolgen in der Geschichte. Eine historische Soziologie reflexiver Modernisierung, für die Beck das Geleitwort schrieb. Steiner selbst, nachdem er sein Thema der historischen Nebenfolgen an vier Untersuchungsgegenständen von der Attischen Demokratie bis zur Krise des Historismus exemplifiziert hat, gelangt zu dem Schluss: „Die Rolle, die unintendierte Nebenfolgen in der Geschichte spielen, sollte auch aus dem Grunde stärker anerkannt werden, dass unsere Zeit mehr denn je eines Verständnisses der tieferen Strukturen bedarf, die dem historischen Geschehen zugrunde liegen.“

### Subpolitik
Reflexive Modernisierung, die auf die Bedingungen „hochentwickelter Demokratie und durchgesetzter Wissenschaftlichkeit“ trifft, so Ulrich Beck bereits 1986 in Risikogesellschaft, „führt zu charakteristischen Entgrenzungen von Wissenschaft und Politik. Erkenntnis- und Veränderungsmonopole werden ausdifferenziert, wandern aus den vorgesehenen Orten ab und werden in einem bestimmten, veränderbaren Sinn allgemein verfügbar.“ Die Wissenschaften kämen in der Zweiten Moderne nicht mehr nur für Problemlösungen in Betracht, sondern auch als Problemverursacher; denn wissenschaftliche Lösungen und Befreiungsversprechen hätten im Zuge der praktischen Umsetzung unterdessen ihre fragwürdigen Seiten offenbart. Dies und die aus der Ausdifferenzierung von Wissenschaft sich ergebende unüberschaubare Flut zweifelhafter, unzusammenhängender Detailergebnisse erzeugten eine Unsicherheit auch im Außenverhältnis; so würden Adressaten und Verwender wissenschaftlicher Ergebnisse in Politik, Wirtschaft, und Öffentlichkeit „zu aktiven Mitproduzenten im gesellschaftlichen Prozeß der Erkenntnisdefinition“ – eine Entwicklung von „hochgradiger Ambivalenz“:

„Sie enthält die Chance der Emanzipation gesellschaftlicher Praxis von Wissenschaft durch Wissenschaft; andererseits immunisiert sie gesellschaftlich geltende Ideologien und Interessenstandpunkte gegen wissenschaftliche Aufklärungsansprüche und öffnet einer Feudalisierung wissenschaftlicher Erkenntnispraxis durch ökonomisch-politische Interessen und »neue Glaubensmächte« Tor und Tür.“

Im Sinne einer reflexiven Verwissenschaftlichung und subpolitischen Kontrolle setzte Beck u. a. auf institutionell abgesicherte Gegenexpertise und alternative Berufspraxis.

„Nur dort, wo Medizin gegen Medizin, Atomphysik gegen Atomphysik, Humangenetik gegen Humangenetik, Informationstechnik gegen Informationstechnik steht, kann nach außen hin übersehbar und beurteilbar werden, welche Zukunft hier in der Retorte ist. Die Ermöglichung von Selbstkritik in allen Formen ist nicht etwa eine Gefährdung, sondern der wahrscheinlich einzige Weg, auf dem der Irrtum, der uns sonst früher oder noch früher die Welt um die Ohren fliegen läßt, vorweg entdeckt werden könnte.“

Für die Zukunft der Demokratie aber gehe es um die Alternative, ob die Bürgerschaft „in allen Einzelheiten der Überlebensfragen“ vom Urteil der Experten und Gegenexperten abhänge oder ob man mit der kulturell hergestellten Wahrnehmbarkeit der Gefahren die individuelle Urteilskompetenz zurückgewinne.
Seit den 1980er Jahren wurden laut Beck wichtige politische Themen von Bürgerinitiativen gesetzt – gegen den Widerstand der etablierten Parteien im Westen, gegen den Spitzel- und Überwachungsapparat der Staatsmacht durch die seinerzeitigen Widerstandsformen und Straßendemonstrationen im Osten Europas. Solche Ansätze und Formen der Gesellschaftsgestaltung von unten bezeichnet er als Subpolitik. Zu ihren Merkmalen gehöre die direkte punktuelle Teilhabe von Bürgern an politischen Entscheidungen, vorbei an Parteien und Parlamenten als den Institutionen repräsentativer Willensbildung. Wirtschaft, Wissenschaft, Beruf und privater Alltag gerieten so in die Stürme politischer Auseinandersetzung. Zu den besonders auffälligen und effektiven Mitteln von Subpolitik zählt Beck massenhafte, auch transnationale Boykottbewegungen.

### Individualisierung
Individualisierung im Sinne Ulrich Becks meint nicht Individualismus, auch nicht Emanzipation, Autonomie, Individuation (Personenwerdung). Vielmehr gehe es um Prozesse erstens der Auflösung, zweitens der Ablösung industriegesellschaftlicher Lebensformen (Klasse, Schicht, Geschlechterverhältnisse, Normalfamilie, lebenslanger Beruf), unter anderem hervorgerufen durch institutionellen Wandel in Form von an das Individuum adressierten sozialen und politischen Grundrechten, in Gestalt veränderter Ausbildungsgänge und ausgreifender Mobilität der Arbeit. Es komme zu Verhältnissen, in denen die Individuen ihre Biographie selbst herstellen, inszenieren, zusammenschustern müssen. Die „Normalbiographie“ wird laut Beck zur „Wahlbiographie“, zur „Bastelbiographie“, zur „Bruchbiographie“. Die Menschen seien – in Anlehnung an Sartre – zur Individualisierung verdammt. Diese Entwicklung gehe nicht nur in den klassischen Industrieländern vor sich, sondern betreffe zeitversetzt und in anderen Formen z. B. auch China, Japan und Südkorea.

### Kosmopolitisierung
Die zweite Moderne, so besagt eine Kernthese Becks, hebt ihre eigenen Grundlagen auf. Basisinstitutionen wie der Nationalstaat und die traditionale Familie werden von innen her globalisiert. Ein gravierendes Ausrichtungsdefizit in Forschung und Praxis ist für ihn der methodologische Nationalismus des politischen Denkens, der Soziologie und anderer Sozialwissenschaften.
Methodologischer Nationalismus soll heißen: Die Sozialwissenschaften sind in ihrem Denken und Forschen Gefangene des Nationalstaats. Sie definieren Gesellschaft und Politik in nationalen Begriffen, sie wählen den Nationalstaat als Einheit ihrer Forschungen, als sei das die natürlichste Sache der Welt. All ihre Schlüsselbegriffe (Demokratie, Klasse, Familie, Kultur, Herrschaft, Politik usw.) basieren laut Beck auf nationalstaatlichen Grundannahmen. Das mag historisch angemessen gewesen sein im Europa des 19. und 20. Jahrhunderts, werde aber in der Epoche der Globalisierung und Weltrisikogesellschaft zunehmend falsch, weil transnationale Abhängigkeiten und Interdependenzen, eben globale Risiken nahezu alle Probleme und Phänomene von innen her durchdrängen und tiefgreifend veränderten. Der methodologische Nationalismus aber mache blind für diesen globalen Wandel, der sich in nationalen Gesellschaften vollziehe.
Deshalb entwarf Beck seit 2000 eine kosmopolitische Soziologie, um die Soziologie als Wirklichkeitswissenschaft im 21. Jahrhundert zu fundieren. Denn nur so könnten die Sozialwissenschaften den globalen Wandel überhaupt beobachten, der sich nicht „da draußen“, sondern „hier drinnen“ – in Familien, Haushalten, Liebesbeziehungen, Organisationen, Berufen, Schulen, sozialen Klassen, Gemeinden, Religionsgemeinschaften, Nationalstaaten – vollziehe.
Kosmopolitisierung meint den Wandel von einer Gesellschaftsform, die in Politik, Kultur, Wirtschaft, Familie und Arbeitsmarkt wesentlich durch den Nationalstaat geprägt ist, hin zu einer Gesellschaftsform, in der die Nationalstaaten sich von innen globalisieren (Internet und soziale Netzwerke; Export von Arbeitsplätzen; Migration; globale Probleme, die national nicht mehr zu lösen sind). Damit ist nach Beck kein Weltbürgertum, kein Kosmopolitismus im klassischen Sinne gemeint, kein normativer Aufruf zu einer „Welt ohne Grenzen“. Vielmehr erzeugen seiner Auffassung nach Großrisiken eine neue nationenübergreifende Zwangsgemeinschaft, weil das Überleben aller davon abhängig ist, ob sie zu gemeinsamem Handeln zusammenfinden.
Kosmopolitismus handelt von Normen, Kosmopolitisierung von Fakten. Kosmopolitismus im philosophischen Sinne, bei Immanuel Kant wie bei Jürgen Habermas, beinhaltet eine weltpolitische Aufgabe, die der Elite zugewiesen ist und von oben durchgesetzt wird, oder aber von unten durch zivilgesellschaftliche Bewegungen. Kosmopolitisierung dagegen vollzieht sich von unten und von innen, im alltäglichen Geschehen, oft ungewollt, unbemerkt, auch wenn weiterhin Nationalflaggen geschwenkt werden, die nationale Leitkultur ausgerufen und der Tod des Multikulturalismus verkündet wird. Kosmopolitisierung meint die Erosion eindeutiger Grenzen, die einst Märkte, Staaten, Zivilisationen, Kulturen, Lebenswelten und Menschen trennten; meint die damit entstehenden, existentiellen, globalen Verstrickungen und Konfrontationen, aber eben auch Begegnungen mit dem Anderen im eigenen Leben.
Becks sozialwissenschaftlicher Kosmopolitismus zielt auf drei Komponenten: eine empirische Forschungsperspektive, eine gesellschaftliche Realität und eine normative Theorie. Diese drei Aspekte zusammengenommen machen den sozialwissenschaftlichen Kosmopolitismus zur Kritischen Theorie unserer Zeit, indem die tradierten Wahrheiten infrage gestellt werden, die das Denken und Handeln heute bestimmen: die nationalen Wahrheiten. Beck hat – oft in Koautorenschaft mit anderen – den empirischen Gehalt seiner Theorie des sozialwissenschaftlichen Kosmopolitismus an folgenden Themen bzw. Phänomen erprobt, überprüft und weiterentwickelt: Macht und Herrschaft, Europa, Religion, soziale Ungleichheit sowie Liebe und Familie.

### Europa in Theorie und Praxis
Im Jahr der Osterweiterung der Europäischen Union 2004 legte Ulrich Beck gemeinsam mit Edgar Grande die Buchveröffentlichung Das kosmopolitische Europa vor. Darin werden Modellvorstellungen und Szenarien einer europäischen Zukunft im Zeichen der reflexiven Modernisierung entwickelt. Das Kosmopolitische und das Nationale bilden dabei keine sich ausschließenden Gegensätze.

„Vielmehr muß das Kosmopolitische als Integral des Nationalen begriffen, entfaltet und empirisch untersucht werden. Mit anderen Worten: Das Kosmopolitische verändert und bewahrt, es öffnet die Geschichte, Gegenwart und Zukunft einzelner Nationalgesellschaften und das Verhältnis der Nationalgesellschaften zueinander.“

Als theoretisches Konstrukt und politische Vision in einem sei die Formel vom kosmopolitischen Europa zu verstehen. Dabei gelte, dass Nationalität, Transnationalität und Supranationalität sich positiv zu einem Sowohl-als-auch ergänzten. Im Sinne einer neuen Kritischen Theorie der Europäischen Integration komme es darauf an, von einer binnenfixierten Gestaltung der europäischen Integration wegzukommen, die darauf beruht habe, außereuropäische Bedrohungs- oder Herausforderungsszenarien hochzuspielen, um Widerstände auf nationalstaatlicher Ebene gegen europäische Integrationsfortschritte zu neutralisieren. Ausgehend von einem kosmopolitischen Europa könnten darüber hinaus multiple Kosmopolitismen begünstigt werden. Dabei gehe es letztlich um die Organisation von Widersprüchen und Ambivalenzen; „diese müssen ausgehalten und politisch ausgetragen werden, auflösen lassen sie sich nicht.“
Eigendynamik und Nebenfolgen als konstitutive Merkmale der reflexiven Moderne zeigen sich für Beck und Grande auch in der nur bedingt zu steuernden Fortentwicklung Europas, die auf ein „Doing Europe“ angelegt sei. Der Geist des zeitgemäßen europäischen Handelns entstehe aus dem erinnerten Blick in die Abgründe europäischer Zivilisation. Doing Europe sei das tatgewordene Nie-Wieder.

„Das kosmopolitische Europa ist das in seiner Geschichte verwurzelte, mit seiner Geschichte brechende und die Kraft dafür aus seiner Geschichte gewinnende, selbstkritische Experimentaleuropa.“

Eine europäische Zivilgesellschaft und ein kosmopolitisches Europa sind den Autoren nur solidarisch vorstellbar. Es gelte, das Selbstverständnis aller beteiligten Gruppen im Sinne eines kosmopolitischen Common sense zu verändern in Richtung auf ein europäisches Gesellschaftsbewusstsein, das die positive Einstellung zur Andersheit der Anderen favorisiere.
Als gravierende und nötig zu bearbeitende Fehlentwicklung sehen Beck und Grande die seit der Gründung der Europäischen Gemeinschaften dominierende Verstaatlichung der Europapolitik, die die europäischen Bürger entmündigt habe. Als Gegenmittel empfehlen sie ergänzend zu den bestehenden Institutionen parlamentarischer Demokratie die Einführung eigenständiger Artikulations- und Interventionsmöglichkeiten für die Bürger, speziell in Form europaweiter Referenden zu jedem Thema, initiiert von einer qualifizierten Anzahl europäischer Bürger, mit bindender Wirkung für die supranationalen Institutionen.
Im Außenverhältnis solle Europa im Sinne des eigenen Modells das Prinzip der regionalen Kosmopolitisierung voranbringen und regionale Staatenbündnisse mit Einbeziehung nichtstaatlicher globaler Akteure wie NGOs fördern. Dabei sei eine einseitige Ausrichtung zu vermeiden, seien alternative Entwicklungspfade der Moderne zu akzeptieren. Auch dürfe es nicht länger bei entwicklungspolitischen Almosen bleiben; vielmehr müssten die europäischen Märkte für Produkte und Initiativen der Anderen partnerschaftlich geöffnet werden.
Mit Blick auf den für die Anfangsphase des 21. Jahrhunderts vorherrschenden Befund wachsender sozialer Ungleichheit, der sich im globalen wie vielfach auch im nationalen Rahmen aus zunehmendem Reichtum einerseits und vermehrter Armut andererseits ergibt, haben sich Ulrich Beck und Angelika Poferl 2010 mit den diesbezüglichen Verhältnissen in der EU auseinandergesetzt. Zur Anwendung kommt dabei Max Webers Unterscheidung zwischen einer zwar womöglich sehr drastischen, aber als legitim hingenommenen sozialen Ungleichheit und einer, die zu einem politischen Problem wird. So werde nationale Ungleichheit durch das Leistungsprinzip, globale Ungleichheit durch das Nationalstaatsprinzip (in der Form „institutionalisierten Wegsehens“) legitimiert. Doch je mehr Schranken und Grenzen innerhalb des EU-Binnenraums abgebaut und Gleichheitsnormen durchgesetzt würden, desto stärker würden fortbestehende oder neu sich ergebende Ungleichheiten zum Politikum, wie in der Eurokrise markant deutlich werde:

„Man denke nur an die Gegensätze zwischen Defizit- und Überschußländern, das Risiko des Staatsbankrotts, das einerseits bestimmte Länder trifft, andererseits die Eurozone insgesamt gefährdet; aber auch an die Bemühungen um europapolitische Antworten, die nicht nur die Regierungen der »leeren Kassen« gegeneinander aufstacheln, sondern nationalistische Atavismen in den Bevölkerungen wachrufen. Auf diese Weise entstehen neue Ungleichheits- und Herrschaftsverhältnisse zwischen Ländern und Staaten innerhalb der EU. […] An den Unruhen, die sich daran entzünden, wird exemplarisch deutlich: Im Erfahrungshorizont der europäischen Ungleichheitsdynamik hat sich eine gewaltige Wut aufgestaut, die in eine Destabilisierung einzelner Länder oder sogar der EU münden könnte.“

Im September 2010 war Ulrich Beck an der Gründung der Spinelli-Gruppe beteiligt, die sich für den europäischen Föderalismus einsetzt. In dem gemeinsam mit Daniel-Cohn Bendit verfassten Wir sind Europa! Manifest zur Neugründung der EU von unten setzte er sich im Jahr 2012 unter anderem für die Schaffung eines Freiwilligen Europäischen Jahres ein. Hintergrund der Initiative, die nicht nur an die Brüsseler EU-Organe gerichtet war, sondern auch an die nationalen Parlamente und die Unionsbürger, waren speziell die in den südeuropäischen Ländern grassierende Jugendarbeitslosigkeit und die aufklaffende Schere zwischen Armut und Reichtum.

### Politische Standortbestimmungen
Beck plädierte volkswirtschaftspolitisch dafür, neue Prioritäten zu setzen. Vollbeschäftigung sei angesichts der Automatisierung und der Flexibilisierung der Erwerbsarbeit nicht mehr erreichbar, nationale Lösungen seien unrealistisch, „neoliberale Medizin“ wirke nicht. Stattdessen müsste der Staat ein bedingungsloses Grundeinkommen garantieren und dadurch mehr Bürgerarbeit ermöglichen. Eine solche Lösung sei nur realisierbar, wenn auf europäischer Ebene bzw. – im besten Fall – auf diversen transnationalen Ebenen einheitliche wirtschaftliche und soziale Standards gelten würden. Nur so sei es möglich, die transnational agierenden Unternehmen zu kontrollieren. Zur Eindämmung der Macht transnationaler Konzerne (TNKs) plädiert er daher für die Errichtung Transnationaler Staaten als Gegenpol. So würde auch die Durchsetzung einer Finanztransaktionssteuer möglich, die Handlungsspielräume für ein soziales und ökologisches Europa eröffnet.
Auf rechtlicher Ebene war Beck der Ansicht, dass ohne den Auf- und Ausbau des internationalen Rechts und demgemäßer rechtsprechender Instanzen die Beilegung transnationaler Konflikte mit friedlichen Mitteln ausgeschlossen sei. Dafür prägte er den Begriff Rechtspazifismus.
Beck veröffentlichte kontinuierlich Beiträge in großen europäischen Zeitungen: Der Spiegel, Die Zeit, Süddeutsche Zeitung, Frankfurter Rundschau, La Repubblica, El País, Le Monde, The Guardian u. a. m. Als Mitglied der Ethikkommission der deutschen Bundesregierung für eine sichere Energieversorgung warnte Beck 2011 davor, dass Katastrophen wie die in Fukushima zu einer Erosion des Demokratieverständnisses führen könnten: „Die Politik hat sich durch die Zustimmung zur Kernenergie an das Schicksal dieser Technologie gebunden. Mit dem Eintritt des Unvorstellbaren geht das Vertrauen der Bürger gegenüber den Politikern verloren.“

### Darstellungsmittel
Angetrieben von „seiner enzyklopädischen Bildung und einer schier unerschöpflichen Fülle der Interessen“ haben Becks soziologische und politische Publikationen oft die Form des Großessays angenommen. In ihnen gelang es Beck wiederholt, für gesellschaftliche Sachverhalte und Entwicklungen eingängige Kurzformeln zu entwickeln. So prägte er zahlreiche Begriffe, darunter fallen: Risikogesellschaft, reflexive Modernisierung, Fahrstuhleffekt, methodologischer Nationalismus, sozialwissenschaftlicher Kosmopolitismus, Individualisierung, Deinstitutionalisierung, Enttraditionalisierung sowie in Bezug auf die Globalisierung die Begriffe Zweite Moderne, Globalismus, Globalität, Brasilianisierung sowie Transnationalstaat und kosmopolitisches Europa. Der Umgang mit Sprache war für Beck ein besonderes Thema. „Die Soziologie, die im Container des Nationalstaats angesiedelt ist, und ihr Selbstverständnis, ihre Wahrnehmungsformen, ihre Begriffe in diesem Horizont entwickelt hat, gerät methodisch unter den Verdacht, mit Zombie-Kategorien zu arbeiten. Zombie-Kategorien sind lebend-tote Kategorien, die in unseren Köpfen herumspuken, und unser Sehen auf Realitäten einstellen, die immer mehr verschwinden.“ Dagegen setzte Beck die Suche nach einer neuen Beobachtungssprache der Sozialwissenschaften für eine globalisierte Welt.

## Resonanz und Kritik

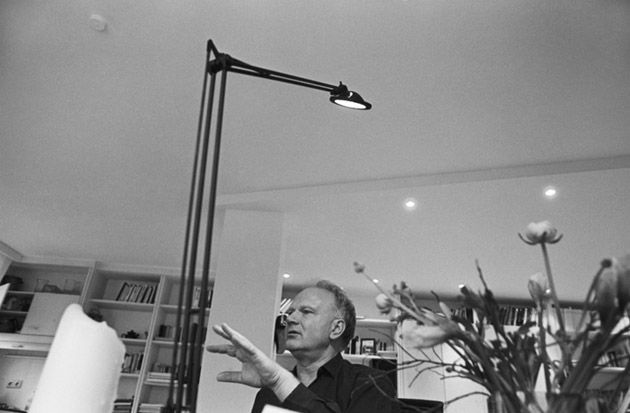
Ulrich Beck in seiner Wohnung in München 1999

Ulrich Beck war einer der bekanntesten deutschen Soziologen der Gegenwart, dessen Begriffe und Thesen weit über das Fachpublikum hinaus auf Resonanz zielen und stoßen. Er gehört zu den meistzitierten und anerkanntesten Sozialwissenschaftlern der Welt. Seine Werke wurden und werden in mehr als 35 Sprachen übersetzt. Eva Illouz sieht in Beck nicht nur den international erfolgreichen Wissenschaftler, sondern die Verkörperung europäischer Bürgerschaft, für die er mit seinem politischen Engagement und seinen soziologischen Arbeiten eingestanden habe. Das sei für ihn aber nur ein Zwischenschritt hin auf eine Weltinnenpolitik mit verschwimmenden nationalen Grenzen gewesen.
„Beck wäre in jedem Land der Welt ein origineller Soziologe gewesen“, meint Illouz, „im Zusammenhang der deutschen Soziologie aber war er besonders originell und einzigartig.“ Auch aus der Sicht von Rainer Erd nimmt Beck innerhalb der deutschen Soziologie eine „herausragende Position“ ein. In einer Situation versteinerter Theorieverhältnisse (betreffend etwa die Entwicklung der Soziologie im Nachkriegsdeutschland, den Werturteilsstreit in der Soziologie, die marxistische Theorie, die Rollentheorie oder die Luhmannsche Systemtheorie) sei Beck 1986 mit seinem Buch Risikogesellschaft. hervorgetreten. „Was andere sich wünschten, Beck gelang es. Er brachte die Verhältnisse zum Tanzen, die Wissenschaftsverhältnisse freilich nur. Kaum über ein anderes Buch der deutschen Nachkriegssoziologie ist so erbittert gestritten worden, kaum ein anderer Autor hat soviel Lob gehört, aber auch soviel Schimpf über sich ergehen lassen müssen. Beck hat die wohl eingerichteten Verhältnisse der Sozialwissenschaften heftig durchgerüttelt. Da er sich keiner großen Theorietradition systemtheoretischer oder marxistischer Provenienz zuordnen ließ, waren Verblüffung und Ärger um so größer.“
Im Unterschied zu den Gesellschaftstheorien von Niklas Luhmann und Jürgen Habermas hat Becks diagnostische Gesellschaftstheorie empirische Konsequenzen, die den Mainstream in den speziellen Soziologien der sozialen Ungleichheit, Familie, Liebe, Erwerbsarbeit, Industrie, Politik, des Staates usw. herausfordern und insofern bis heute anhaltend international und interdisziplinär lebhafte Kontroversen auslösen. In diesem Sinne kann man von einer internationalen/interdisziplinären Individualisierungs-Debatte, Risikogesellschafts-Debatte sowie Kosmopolitismus-Debatte sprechen.
„Es steckte viel Dialektik in diesem Soziologen“, heißt es im Nachruf auf Ulrich Beck in der Neuen Zürcher Zeitung, „einiges von Hegels ‚List der Vernunft’ und eine Portion von Ernst Blochs ‚Prinzip Hoffnung’.“ Mit Zuversicht habe Beck wahrgenommen, dass die Antizipation von Katastrophen Gegenkräfte mobilisieren könne: „Bürgerbewegungen entstehen, und aufs Weiterwursteln abonnierte Politiker fangen an, sich Gedanken zu machen.“
Mehrere Arten von kritischen Einwänden werden gegen Beck vorgebracht, darunter solche, die auf oberflächlichen Kenntnissen und pauschalen Urteilen beruhen. So wird beispielsweise immer wieder behauptet, es handele sich bei Becks Schriften eher um politische Philosophie als um handfeste, empirisch gehaltvolle Soziologie. Dabei werden weder die thematisch breitgefächerten, zehnjährigen, interdisziplinären, empirischen Arbeiten des von der Deutschen Forschungsgemeinschaft (DFG) finanzierten Sonderforschungsbereichs 536 „Reflexive Modernisierung“ (1999–2009) noch die zahlreichen empirischen Studien zur Kenntnis genommen, die national und international inzwischen vorliegen. Tatsächlich gibt es aber auch international eine umfangreiche Kritik, die aus der intensiven Auseinandersetzung mit Beck erwächst.

### Zu Leitmotiven Becks als Forscher und Publizist
In dem Bestreben, Leitmotive und Kontinuitäten in den über mehrere Jahrzehnte verteilten Publikationen Ulrich Becks zu ermitteln, konstatiert Elmar J. Koenen, dass es für Beck – beginnend bereits 1971 in der mit Elisabeth Gernsheim verfassten Studie „Zu einer Theorie der Studentenunruhen in fortgeschrittenen Industriegesellschaften“ – angesichts konträrer Standpunkte in politischen Auseinandersetzungen keinen „richtigen“ Standpunkt der (soziologischen) Beobachtung gegeben habe. Der theoretische und politische Pluralismus zwängen zum ständigen Reagieren auf Veränderungen, sodass mit der geforderten Stellungnahme nicht die Festlegung auf eine politische oder theoretische Position einhergehe. „Allenfalls ginge es um das Projekt“, so Koenen, „sich selbst zu einer politischen und/oder theoretischen Position zu machen, und zu dieser allerdings mit äußerster Konsequenz zu stehen.“
Durch die Forschenden nicht fixierbar stelle sich für Beck andererseits auch die Verwendung sozialwissenschaftlichen Wissens in der gegenwärtigen politischen Praxis dar. Das Angebotene werde eher als „Steinbruch“ genutzt, „wo man sich bei Bedarf und Gelegenheit bedient. Ohne Rücksicht auf seine Intention oder seine Form findet es seine unkontrollierte praktische Verwendung. Sie kann vom Sozialwissenschaftler weder antizipiert noch gesteuert werden. […] Eine dergestalt entinstitutionalisierte Verwendung des Wissens muss darauf hoffen, dass sich seine ‚gesellschaftliche Nützlichkeit’ – in bester liberaler Tradition – gleichsam hinter ihrem Rücken herstellt.“
Unter dem ihn stark beunruhigenden Eindruck der globalen ökologischen Risiken habe Ulrich Beck die häufigen Wechsel der Beobachtungspositionen diesbezüglich erheblich eingeschränkt. Mit der Publikation zur Risikogesellschaft habe er sich „für eine Praxis der Theorie“ entschieden, die auf ein breites Publikum zielte. Die Abfassung von Texten allein für Fachkollegen habe ihm fortan nicht mehr genügt; und die auf Verbreitung von Neuigkeitseffekten eingestellten Medien hätten seine Wirkung gefördert und das Verdienst, „die Stichworte der Beckschen Textproduktion (Individualisierung, zweite Moderne, Industriemoderne, Risiko, reflexive Moderne etc.) in Form semantischen Kleingelds unter die gebildeten Leute gebracht zu haben.“

### Zur Risikogesellschaft
Mit seiner aufsehenerregenden und hohe Verbreitung erlangenden Veröffentlichung von Risikogesellschaft fand Ulrich Beck schon 1986 die gedankliche Mitte für eine produktive und bis heute anschlussfähige Theoriebildung. Ein „brillantes Buch“ ist Risikogesellschaft für Eva Illouz, „weil es den Kapitalismus weder anklagte noch verteidigte, sondern eine Bestandsaufnahme seiner Folgen vornahm und untersuchte, wie er Institutionen umstrukturierte – wie er sie zwang, die von ihnen selbst angerichteten Zerstörungen in den Blick zu nehmen, zu bewältigen und in einer neuen Kostenrechnung abzubilden, die jene Risiken einbezog, die mit der Ausbeutung der natürlichen Ressourcen und mit den technischen Innovationen verbunden sind.“
Viel Kritik hat sich an der Behauptung Becks in der „Risikogesellschaft“ entzündet, dass mit der sozialen Produktion von Risiken soziale Klassen an Bedeutung verlieren – „Not ist hierarchisch, Smog ist demokratisch“. Demgegenüber wurde und wird zum Teil geltend gemacht, dass Klassenungleichheiten in den Gegenwartsgesellschaften von kontinuierlicher, oft sogar wachsender Relevanz sind. Die Relativierung der Klassenkategorie für die globalisierte Welt am Beginn des 21. Jahrhunderts – so wird in dieser Debatte deutlich – kann allerdings genau Entgegengesetztes bedeuten: zum einen die Abnahme, zum anderen die Zunahme, ja Radikalisierung sozialer Ungleichheiten. Beck steht der zweite Fall vor Augen, wenn er argumentiert, dass der Klassenbegriff eine zu „idyllische Beschreibung“ („too soft a category“) für die radikalisierten Ungleichheiten am Beginn des 21. Jahrhunderts liefert. „Zygmunt Bauman hat darauf hingewiesen“, sagt Beck im Gespräch mit Johannes Willms, „was diese monströse, neue Armut von der alten Armut unterscheidet: Diese Menschen werden schlicht nicht mehr gebraucht. Marx’ Rede vom Proletariat oder Lumpenproletariat unterstellt immer noch aktuelle oder potenzielle Ausbeutung im Arbeitsprozess. Dort, wo die Zivilisation in ihr Gegenteil, in bewohnte Müllhalden umschlägt, ist selbst der Begriff ‚Ausbeutung‘ ein Euphemismus… Weder innerhalb von noch zwischen Nationalstaatsgesellschaften bildet der Klassenbegriff die entstandene Komplexität radikal ungleicher Lebensverhältnisse ab. Er gaukelt vielmehr eine falsche Einfachheit vor.“
Andernorts wurde kritisiert, dass Becks vermeintlich undifferenziertes, katastrophisches Verständnis von Risiken, das seiner Kritik der Klassenkategorie zugrunde liege, große Teile der Realität verfehle. Dagegen wird vorgeschlagen, die soziale Verteilung von Risiken in die Klassenkategorien einzubauen, um auf diese Weise eine neue Kritische Theorie der Klassen in der Risikogesellschaft zu entwickeln: Es herrsche ein verhängnisvoller Magnetismus zwischen Armut, sozialer Verwundbarkeit und Risikoakkumulation.

### Zur Individualisierung
Die Individualisierungsthese (eine von drei Thesen in Becks Theorie reflexiver Modernisierung, siehe oben) hat zunehmend an Einfluss in der englischsprachigen Welt gewonnen, was zum einen an der breiten Anwendung in empirischen Forschungen abgelesen werden kann, zum anderen an den einschlägigen theoretischen Debatten über ihre Kernunterscheidungen und Methodologie beispielsweise in der Jugendsoziologie. Um Missverständnisse zu vermeiden, hat Beck vorgeschlagen, klar zwischen Individualisierung und Individualismus zu unterscheiden, also zwischen institutionellem Wandel auf der Makroebene der Gesellschaft (des Familien-, Scheidungs-, Arbeits- und Sozialrechts) und biographischem Wandel auf der Mikroebene der Individuen:

„Mit anderen Worten: Individualisierung muss klar unterschieden werden von Individualismus oder Egoismus. Während Individualismus gewöhnlich als eine persönliche Attitüde oder Präferenz verstanden wird, meint Individualisierung ein makro-soziologisches Phänomen, das sich möglicherweise – aber vielleicht eben auch nicht – in Einstellungsveränderungen individueller Personen niederschlägt. Das ist die Krux der Kontingenz: Es bleibt offen, wie die Individuen damit umgehen.“

Einige Kritiken beruhen auf dem Missverständnis, dass Individualisierung die Orientierungen und Werte des Individualismus verwirkliche. Ein besonders interessantes Beispiel dafür ist Paul de Beers empirische Überprüfung der Individualisierungstheorie. Er untersucht die Frage, wie individualisiert die Holländer sind, indem er das Ausmaß der Detraditionalisierung, Emanzipation und Heterogenisierung erforscht. Dabei übersieht de Beer, dass Individualisierung tatsächlich zu einer wachsenden Abhängigkeit des Individuums von Institutionen führt und zu einem paradoxen Prozess der Konformität durch Wahlentscheidungen. Auch diese empirische Überprüfung der Individualisierungstheorie tappt also in die Falle, Individualisierung mit Individualismus gleichzusetzen und kommt schließlich so zu der Schlussfolgerung, dass holländische Individuen (gemäß zwei der drei Indikatoren) nicht „individualistischer“ geworden seien.
Der Anthropologe Yunxiang Yan, der an der UCLA (University of California, Los Angeles) lehrt, kritisiert dagegen, dass die Unterscheidung zwischen der „makro-objektiven“ und der „mikro-subjektiven“ Dimensionen von Individualisierung die Frage nach der Rolle des Individuums im Prozess der Individualisierung verschleiere. Sein Einwand lautet, dass Beck paradoxerweise eine „Individualisierung ohne Individuen“ behaupte.

### Zur Kosmopolitisierung
Becks Kritik am methodologischen Nationalismus der Sozialwissenschaften ist Gegenstand heftiger Kontroversen. Seine Kritiker wenden ein, dass bereits die Klassiker der Soziologie, beispielsweise sowohl Émile Durkheim als auch der Begründer der Soziologie Auguste Comte sich ausdrücklich mit dem Kosmopolitismus als einer möglichen Zukunft moderner Gesellschaften befassten. Andere widersprechen, indem sie auf zentrale Autoren wie Immanuel Wallerstein und Niklas Luhmann hinweisen, die bereits in den 1970er Jahren die Begriffe „world system“ und Weltgesellschaft eingeführt haben.
Demgegenüber besteht auch hier Beck auf der Unterscheidung zwischen Kosmopolitismus als Norm und Kosmopolitisierung als Tatsache (siehe oben Werk). In diesem Sinne haben sich viele Gesellschaftstheoretiker im 19. Jahrhundert zwar mit normativem Kosmopolitismus befasst, nicht aber mit den empirischen Prozessen der Kosmopolitisierung, die das Zusammenwachsen der Welt (angesichts Internet und Facebook, globaler Risiken sowie der inneren Globalisierung von Familien, Klassen u. a. m.) ins Zentrum stellt.
Autoren wiederum, die Kosmopolitisierung in diesem empirischen Sinne ernst nehmen, kritisieren, dass Kosmopolitisierung letzten Endes auf ein unkritisches Verständnis von Globalisierung hinauslaufe, sei doch strukturelle Kosmopolitisierung nicht an Reflexion und Interaktion von Individuen über Grenzen hinweg gebunden. Wenn Kosmopolitisierung auch Prozesse der Renationalisierung und Reethnifizierung umfasst, dann drohe der Begriff leer zu werden. Auch wird eingewendet, dass Beck zwar behauptet, dass Kosmopolitisierung irreversibel sei, aber nicht begründet, warum dies angesichts der Renaissance von Nation und Nationalismus überall in der Welt der Fall sein soll.
Yishai Blank, der International Law in Tel Aviv lehrt, kritisiert, dass empirische Verweise auf die Akteure fehlen, die die Kosmopolitisierung vorantreiben, ein Mangel, der für eine soziologische Studie erstaunlich sei. Schließlich setze Becks Idee der Kosmopolitisierung die Idee des Nationalismus voraus; er unterscheide also gewissermaßen zwischen einem guten und einem bösen Nationalismus, lasse jedoch den Leser damit allein, diese Unterscheidung in der Realität zu treffen. Bestenfalls sei Becks Theorie der Kosmopolitisierung im Ergebnis unterentwickelt, schlimmstenfalls widersprüchlich.

### Zur Modernisierungstheorie
Becks soziologische Sicht auf die Moderne war laut Eva Illouz eine doppelte: Einerseits habe sie uns jegliches Gefühl der Sicherheit, Gewissheit und Stabilität genommen; andererseits habe sie unser Leben bunter gemacht, erfindungsreicher, improvisierter, weniger festgeschrieben. „Gegen den alternativen Gassenhauer einer Foucaultschen Moderne, die auf Ordnung und Disziplin hinauslief, stellte Beck die überraschende Auffassung, dass die Moderne offen und tastend war und dem Einzelnen viel größere Kreise der Zugehörigkeit und Identifikation erschloss.“
Gegen die Theorie reflexiver Modernisierung wird oft eingewandt, sie sei ungeeignet eine neue Epoche zu definieren, da Moderne qua Begriff immer reflexiv sei. Reflexive Modernisierung meint bei Beck jedoch Spezifischeres, nämlich „Modernisierung der Moderne“: Die westliche Moderne wird sich selbst zum Thema und Problem, ihre Basisinstitutionen – Nationalstaat, Familie, Demokratie, Erwerbsarbeit usw. – lösen sich im Zuge radikalisierter Modernisierung von innen her auf; das Projekt der Moderne wird offen für politische Alternativen – ökologische Wende des Kapitalismus, Atomenergie versus erneuerbare Energien, globale Regulierung der Finanzmärkte. Die gewandelten Optionen müssten im Streit zwischen altem Zentrum und aufstrebender Peripherie, zwischen USA, China, EU, Afrika usw. neu verhandelt werden.
Ein Einwand besagt, dass Becks Unterscheidung zwischen erster und zweiter Moderne beliebig sei und sprechen von den westlichen Gegenwartsgesellschaften als „dritter Moderne“. Eine weitere Lesart hält dagegen: „Wir sind nie modern gewesen“.

### Zu Beschäftigungspolitik und Grundeinkommen
In einem Bericht der Bayerisch-Sächsischen Zukunftskommission von Kurt Biedenkopf und Meinhard Miegel stellte Beck 1996/1997 ein Konzept von Bürgerarbeit und Gemeinwohlunternehmertum für alle, für Arbeitslose und Erwerbstätige vor. Er ging in diesem Konzept davon aus, dass es in Zukunft wahrscheinlich nicht mehr für alle Arbeit geben werde. Erwerbslose sollten bei sogenannten „Gemeinwohlunternehmern“ Bürgerarbeit leisten. Beck hielt also in der Bürgerarbeit an der Arbeitsethik – an Erwerbsarbeit als Normalität – fest, obwohl er Vollbeschäftigung in der Perspektive für unwahrscheinlich hielt. Kritiker haben Beck vorgeworfen, mit seiner Bürgerarbeit, die durch staatliche Stellen als gemeinwohlbezogene anzuerkennen ist und mit einer Lohnzahlung einhergehen sollte, eine gigantische Bürokratisierung und eine Kommerzialisierung des ehrenamtlichen Sektors zu propagieren. Kritik wurde sogar dergestalt geübt, die Bürgerarbeit sei das technokratische Horrorszenario eines modernen Arbeitshauses; denn die Arbeitslosen würden behördlich unter Kuratel der Arbeitsethik gestellt, indem ihnen eine staatlich kontrollierte Bürgerarbeit angeboten werde, die sie gegebenenfalls als Einkommenszuverdienst anzunehmen gezwungen seien.
Von Makroökonomen, die sich auf die im angelsächsischen Raum weithin anerkannten neukeynesianischen Ansätze berufen, wurde Beck heftig für seine These kritisiert, dass eine wirksame staatliche Beschäftigungspolitik heute nicht mehr möglich sei. Kritisch vermerkt wurde auch Becks Intellektuellenbündnis mit Anthony Giddens, das die rot-grüne Politik der Agenda 2010 von Gerhard Schröder bzw. die Arbeitsmarktreformen von Tony Blair in Großbritannien mit Wohlwollen begleitete. Gemeinsame Basis dafür war das Modell des „workfare“ und des „aktivierenden Sozialstaats“.
Als zu diesem Ansatz widersprüchlich wurde wahrgenommen, dass Beck sich später als Befürworter des Grundeinkommensvorschlags zu Wort meldete, obwohl er zuvor eher Gegensätzliches propagiert hatte.

### Zu Ulrich Becks neuer kritischer Theorie
Im Rahmen der 2003 erschienenen Buchpublikation Macht und Gesellschaft im globalen Zeitalter. Neue weltpolitische Ökonomie ging es Beck auch um eine Neue Kritische Theorie in kosmopolitischer Absicht. Aus der Sicht von Regina Becker-Schmidt lässt es dieser Ansatz aber an einer Auseinandersetzung mit der Kritischen Theorie der Frankfurter Schule eingestandenermaßen fehlen, sodass sich die Frage stelle, über welche alte Kritische Theorie Beck überhaupt hinaus wolle. Im Hinblick auf dieses Erbe genüge es nicht allein, neue Themen in Angriff zu nehmen, wie es durch Beck zugunsten der deutschen Soziologie höchst produktiv geschehen sei. Im Kern unterscheide sich etwa Becks Charakterisierung des freigesetzten Individuums als „Planungsbüro in Bezug auf den eigenen Lebenslauf, seine Fähigkeiten, Orientierungen, Partnerschaften“ nicht wesentlich von dem Satz der Dialektik der Aufklärung, dass die Einzelnen „zu Verkehrsknotenpunkten der Tendenzen des Allgemeinen“ würden. Während Horkheimer und Adorno daraus aber zu einer profunden gesellschaftskritischen Analyse gelangt seien, ergebe sich bei Beck aus den Flexibilisierungszwängen lediglich die Aufforderung so zu tun, als könnte man „ein eigenes Leben“ führen.
Beck thematisiere nicht, dass das Erleben von Diskontinuitäten Männer und Frauen nicht in gleichem Ausmaß treffe. Die Doppelbelastung durch Hausarbeit und Berufsarbeit „samt allen Konsequenzen für Lebenslaufmuster“ betreffe nur Frauen. Zudem erwähne Beck nicht die Stigmatisierungen, denen jene ausgesetzt seien, die die Mittel für den eigenen Lebensunterhalt nicht aufzubringen in der Lage seien. Auch sein Konzept der Bürgerarbeit, mit dem Beschäftigungsmangel im formalen Arbeitsmarktsektor kompensiert werden soll und durch das sonst Unterstützungsbedürftige für geringes Entgelt zu gemeinnützigen Tätigkeiten heranzuziehen wären, träfe aus der Sicht der Autorin vorwiegend Frauen. „Verträgt es sich mit den Ansprüchen einer selbstreflexiven Sozialwissenschaft“, fragt Becker-Schmidt in diesem Zusammenhang, „im Auftrag von Politikberatung Bürgerinnen und Bürger zweiter Klasse zu schaffen?“ Zwar gehöre für Beck die Erosion traditioneller Geschlechterordnungen zu den zentralen Veränderungen, die die reflexive Moderne ausmachten. Nur habe die feministische Geschlechterforschung in vieler Hinsicht nachgewiesen, dass gleiche Bedingungen für Frauen weder auf dem Arbeitsmarkt noch bei der häuslichen Arbeitsteilung Männern gegenüber erreicht seien.
Ulrich Becks kosmopolitische Ziele auf ökonomischer Ebene sieht Becker-Schmidt überlagert von eurozentrischen Begriffen und Vorstellungen, mit denen sich die Belange jener Länder schwerlich angemessen erfassen ließen, die in ihrer Abhängigkeit von den „global players“ am weltweiten Machtspiel gar keinen Anteil hätten. Würde negative Dialektik im Sinne der Kritischen Theorie ernst genommen, so Becker-Schmidt, „dann müsste Geschichtsbewusstsein im Zeitalter der Globalisierung heißen, nicht mit Hilfe formaler Gegenentwürfe in eine Utopie – das Positive – zu springen, sondern jene Verhältnisse in aller Schärfe zu analysieren, die so sind, dass es verständlicher Weise Kräfte gibt, die an einer gerechteren Gestaltung der Welt gar kein Interesse haben.“

### Zu einer anschlussfähigen Soziologie
Von einem beeindruckenden Anregungspotential im Werk Ulrich Becks spricht Armin Nassehi mit Blick auf die Anschlussfähigkeit der von Beck entwickelten Begriffe und Problemstellungen im politischen Raum. Er zeige eine „unübertroffene Fähigkeit, die Erfahrungslagen einer mit der Mannigfaltigkeit ihrer Sinneseindrücke konfrontierten Öffentlichkeit mit Kategorien zu versorgen“, um sie benennbar zu machen. Spätestens seit der Risikogesellschaft träfen Becks Texte „den Nervus Sympathicus“ sowohl der massenmedialen Reflexion als auch den der sozialwissenschaftlichen Intelligenz.
Wie Jürgen Habermas setze Beck auf eine Erneuerung der Tradition der Kritischen Theorie in der Absicht, den „Gestus der totalen Selbstdementierung, der der Dialektik der Aufklärung und der Negativen Dialektik noch anhaftete“, zu revidieren und in eine Form zu überführen, die sich sowohl für die politisch-praktische als auch für die wissenschaftlich-theoretische Rede eigne. Beide repräsentierten einen öffentlichen Intellektuellen, dem es gelinge, „die Wir-Semantik der politischen Kommunikation mit der Ich-Zurechnung des wissenschaftlichen Beobachters“ zu verbinden. Die Ästhetik der Vermittlung beider Werke sei hingegen sehr unterschiedlich. Während Habermas sich an der Tradition abarbeite und mit einem gelehrten bildungsbürgerlichen Publikum rechne, bleibe für Beck die Republik statt der Gelehrtenrepublik – mit deutlich abweichenden Assoziations- und Orientierungsmustern. „Habermas traut der Welt, aber sich nicht selbst, und ist deshalb zu einer Form der Kritik gezwungen, die seit Kant eine Kritik v.a. der Voraussetzungen der eigenen Sätze ist. Beck dagegen traut der Welt nicht, weil sie aus den Fugen sei, dafür traut er umso mehr den eigenen Sätzen und der eigenen Kritik und kann so auf die strenge Kritik seiner eigenen Möglichkeitsbedingung und damit auf die strenge Arbeit des Begriffs verzichten.“
Gerhard Schulze würdigt das Wirken Ulrich Becks vor dem Hintergrund der prekären Bedeutung, die gegenwärtiger soziologischer Forschung im Allgemeinen noch eingeräumt werde: „Die Soziologie, in den sechziger und siebziger Jahren fast schon eine Leitdisziplin, schaut am Anfang des einundzwanzigsten Jahrhunderts nur noch von einem Stehplatz aus der öffentlichen Konkurrenz um Aufmerksamkeit zu, Kommentare murmelnd, auf die niemand achtet, während vorne in der Arena Politiker, Naturwissenschaftler, Konzernchefs und Journalisten munter soziologisieren, lediglich ausgerüstet mit Alltagsverstand, Schlagfertigkeit und Unbekümmertheit.“ Sterbende Fächer – wie anscheinend die Soziologie – brächten normalerweise keine Stars hervor.
Im Hinblick auf von Beck favorisierte Begrifflichkeiten und Darstellungszusammenhänge setzt sich Schulze mit einer analog zur Naturaneignung nötigen Kulturaneignung auseinander, und zwar im Sinne doppelter Reflexivität. Während es bei einfacher Reflexivität um das Nachdenken gehe, wie man etwas besser macht, meine doppelte Reflexivität das Nachdenken über dieses Nachdenken. Für die Fortsetzung der Moderne, so Schulze, komme es darauf an, jenes Denk- und Handlungsmuster doppelter Reflexivität, „das uns im Umgang mit der Natur und mit Artefakten inzwischen in Fleisch und Blut übergegangen ist“, auf das Thema Kultur auszudehnen.
Was die Rezeption von Büchern wie Risikogesellschaft betreffe, liege die Pointe in einer „fundamentalen apriorischen Diskrepanz“ zwischen Autor und – durch den naturwissenschaftlichen Betrachtungsansatz bestimmten – Lesern: „Man müsste bei Adam und Eva anfangen, bei Vorfragen, und zuallererst beim Unterschied zwischen der essentialistischen und der konstruktivistischen Bedeutungstheorie, um überhaupt das Niveau zu erreichen, auf dem Zustimmung und Kritik nicht bloß auf der Illusion wechselseitigen Begreifens beruhen.“ Einer Soziologie, die Zukunft haben soll, schreibt Gerhard Schulze ins Stammbuch:

„Münchhausen, zieh Dich am eigenen Schopf aus dem Sumpf! Soziologie, mach dich verständlich, indem du dich verständlich machst! Immerhin: Was physikalisch unmöglich ist, muss kommunikativ noch lange nicht unmöglich sein. Niemand hat dies in den vergangenen Jahrzehnten besser bewiesen als Ulrich Beck.“

## Auszeichnungen
Beck wurde vielfach ausgezeichnet:
- 1996 Kultureller Ehrenpreis der Landeshauptstadt München
- 1999 CICERO Rednerpreis
- 1999 German-British Forum Award für besondere Verdienste um deutsch-britische Beziehungen (zusammen mit Anthony Giddens)[120]
- 2004 Preis der DGS für herausragende Leistungen auf dem Gebiet der öffentlichen Wirksamkeit der Soziologie
- 2005 Schader-Preis, die höchstdotierte Auszeichnung für Gesellschaftswissenschaftler in Deutschland
- 2013 Schwarzkopf-Europa-Preis der Schwarzkopf-Stiftung Junges Europa[121]
- 2014 Lifetime Achievement Award for Distinguished Contribution to Futures Research der International Sociological Association[122]
- 2014 Otto-von-der-Gablentz-Preis

Beck wurden acht Ehrendoktorwürden verliehen: Universität Jyväskylä/Finnland (1996), Universität Macerata/Italien (2006), Universität Madrid (UNED)/Spanien (2007), Katholische Universität Eichstätt-Ingolstadt (2010), Universität Lausanne/Schweiz (2011), Freie Universität Varna/Bulgarien (2011), Universität Buenos Aires/Argentinien (2013), St.-Kliment-Ohridski-Universität Sofia/Bulgarien (2013).

## Schriften
Monographien

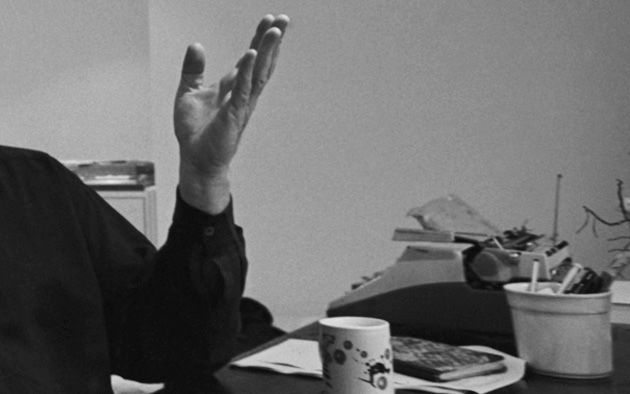
Ulrich Becks Schreibmaschine in seiner Wohnung in München

- Objektivität und Normativität. Die Theorie-Praxis-Debatte in der modernen deutschen und amerikanischen Soziologie. Reinbek, Rowohlt 1974.
- mit Michael Brater und Hansjürgen Daheim:  Soziologie der Arbeit und der Berufe. Grundlagen, Problemfelder, Forschungsergebnisse. Rowohlt Taschenbuchverlag, Reinbek bei Hamburg 1980.
- Risikogesellschaft. Auf dem Weg in eine andere Moderne. Suhrkamp, Frankfurt am Main 1986
- Gegengifte. Die organisierte Unverantwortlichkeit. Suhrkamp, Frankfurt am Main 1988.
- mit Elisabeth Beck-Gernsheim: Das ganz normale Chaos der Liebe. Suhrkamp, Frankfurt am Main 1990, ISBN 3-518-38225-X.
- Politik in der Risikogesellschaft. Essays und Analysen. Suhrkamp, Frankfurt am Main 1991.
- Die Erfindung des Politischen. Zu einer Theorie reflexiver Modernisierung. Suhrkamp, Frankfurt am Main 1993.
- Die feindlose Demokratie. Reclam 1995.
- mit Wilhelm Vossenkuhl und Ulf Erdmann Ziegler: Eigenes Leben. Ausflüge in die unbekannte Gesellschaft, in der wir leben. Beck, München 1995 (Ausstellungskatalog mit Fotografien von Timm Rautert).
- mit Anthony Giddens und Scott Lash: Reflexive Modernisierung. Eine Kontroverse. Suhrkamp, Frankfurt am Main 1996.
- Was ist Globalisierung? Irrtümer des Globalismus – Antworten auf Globalisierung. Suhrkamp, Frankfurt am Main 1997, ISBN 3-518-40944-1.
- Schöne neue Arbeitswelt. Vision: Weltbürgergesellschaft. Campus, Frankfurt am Main 1999, ISBN 3-593-36036-5.
- World Risk Society, Polity Press/Blackwell Publishers, Cambridge, UK/Malden, MA 1999.
- Freiheit oder Kapitalismus: Gesellschaft neu denken. Suhrkamp. 2000.
- mit Elisabeth Beck-Gernsheim: Individualization: Institutionalized Individualism and its Social and Political Consequences. London u. a., Sage Publications 2002
- Macht und Gegenmacht im globalen Zeitalter. Neue weltpolitische Ökonomie, Suhrkamp, Frankfurt am Main 2002, ISBN 3-518-41362-7.
- mit Natan Sznaider und Rainer Winter: Global America: The Cultural Consequences of Globalization. The Liverpool University Press, Liverpool, England 2003.
  - deutsch: Globales Amerika? Die kulturellen Folgen der Globalisierung. Transcript Verlag, Bielefeld 2003, ISBN 3-89942-172-8.
- Der kosmopolitische Blick oder: Krieg ist Frieden, Suhrkamp, Frankfurt am Main 2004.
- mit Edgar Grande: Das kosmopolitische Europa. Gesellschaft und Politik in der Zweiten Moderne. Suhrkamp, Frankfurt am Main 2004, ISBN 3-518-41647-2.
- Was zur Wahl steht. Suhrkamp, Frankfurt am Main 2005, ISBN 3-518-41734-7, Rezension in der taz vom [16. Juli 2005]
- Weltrisikogesellschaft. Auf der Suche nach der verlorenen Sicherheit. Suhrkamp, Frankfurt am Main 2007, ISBN 978-3-518-41425-5.
- Der eigene Gott. Von der Friedensfähigkeit und dem Gewaltpotential der Religionen. Verlag der Weltreligionen, Frankfurt am Main u. Leipzig 2008, ISBN 978-3-458-71003-5[124]
- Die Neuvermessung der Ungleichheit unter den Menschen: Soziologische Aufklärung im 21. Jahrhundert. Suhrkamp, Frankfurt am Main 2008.
- Nachrichten aus der Weltinnenpolitik. Suhrkamp, Berlin 2010.
- mit Elisabeth Beck-Gernsheim: Fernliebe. Lebensformen im globalen Zeitalter. Suhrkamp, Berlin 2011
- Das Deutsche Europa. Suhrkamp, Berlin 2012.
- The Metamorphosis of the World: How Climate Change is Transforming Our Concept of the World.
  - dt.: Die Metamorphose der Welt. Aus dem Englischen von Frank Jakubzik. Suhrkamp, Berlin 2016 (postum). ISBN 978-3-518-42563-3.

### Aufsätze
- Weltbürger aller Länder, vereinigt euch! Demokratie jenseits des Nationalstaates: Europa muß den Anfang machen. Thesen für ein kosmopolitisches Manifest. (Weltbürger-Manifest) In: Die Zeit, Nr. 30/1998.
- Die Gesellschaft des Weniger. Der geplatzte Traum vom Aufstiegsland Deutschland. ZDF, 17. Januar 2005.
- Sanfte Weltmacht Europa. Vision eines kosmopolitischen Empires, das nicht mehr auf nationale Ideen baut. In: Frankfurter Rundschau. 5. Juli 2005.
- Blind für die Wirklichkeit. In: Frankfurter Rundschau. 3. September 2005.
- mit Anthony Giddens: Europa kann nicht auf den Ruinen der Nationen errichtet werden. In: Die Welt. 1. Oktober 2005.
- Abschied von der Utopie der Vollbeschäftigung. In: Neue Zürcher Zeitung. 4. November 2006.
- Tragische Individualisierung. In: Blätter für deutsche und internationale Politik. 2007, Heft 5, S. 577–584.
- Gott ist gefährlich. In: Die Zeit, Nr. 52/2007.
- Der Irrtum der Raupe. In: Frankfurter allgemeine Zeitung. 14. Juni 2011.
- Ohnmächtig, aber legitim. In: die tageszeitung. (taz), 28. Oktober 2011.
- Merkiavellis Macht. In: Der Spiegel. Nr. 41, 2012 (online).
- Für einen europäischen Frühling! In: die tageszeitung. (taz), 23. November 2012.

### Interviews
- Freiheit oder Kapitalismus. Ulrich Beck im Gespräch mit Johannes Willms. Suhrkamp, Frankfurt am Main 2000
- Interview, Telepolis, 28. November 1997
- „Wahl wird Land nicht retten“ (Memento vom 29. September 2007 im Internet Archive), Interview in der Netzeitung
- Eine Begegnung (Memento vom 6. Juli 2007 im Internet Archive) mit Beck am Starnberger See In: Tagesspiegel. 23. September 2005.
- Arbeitslosigkeit ist ein Sieg. In: Tagesspiegel. 30. November 2006 (Online).: Gespräch mit Konstantin Sakkas.
- Sven Hillenkamp: Jeder kann seinen eigenen Gott erschaffen. In: Tagesspiegel. 20. Juli 2008, archiviert vom Original.
- Glaubensfragen. Eine neue Begeisterung. Gespräch mit Arno Widmann, In: Frankfurter Rundschau. 15. August 2008.
- Handeln im Zustand des Nicht-Wissens. Ulrich Beck, Theoretiker der Risikogesellschaft, über die Wendehälse der Finanzkrise und die Bedeutung Europas. In: Frankfurter Rundschau. 5. November 2008.
- Merkel greift in die Kostümkiste. In: Süddeutsche Zeitung. 12. Februar 2010
- Ein strategisch inszenierter Irrtum. Gespräch mit Andreas Zielcke, In: Süddeutsche Zeitung. 14. März 2011.
- Im Bett mit den Anderen. Ulrich Beck und Elisabeth Beck-Gernsheim im Gespräch mit Ulrich Gutmair, In: die tageszeitung. (taz), 12. Oktober 2011.
- Die gemeinsame Identität muss zuerst gefunden werden. Ulrich Beck und Elisabeth Beck-Gernsheim im Gespräch mit Jeanette Villachica, In: Tages-Anzeiger. 9. November 2011.
- Liebe über Ländergrenzen. Ulrich Beck und Elisabeth Beck-Gernsheim, In: Zeit Campus. 22. November 2011.
- Über den Merkiavellismus. Gespräch mit Nils Minkmar, In: Frankfurter Allgemeine Zeitung. 16. Januar 2013.
- Mehr Willy Brandt wagen. Ulrich Beck und Martin Schulz über die Zukunft Europas, In: Frankfurter Allgemeine Zeitung. 24. Mai 2013.

### Herausgeber
- mit Angelika Poferl: Große Armut, großer Reichtum: Zur Transnationalisierung sozialer Ungleichheit. 1. Auflage. edition suhrkamp Taschenbuch, 2010, ISBN 978-3-518-12614-1.
- Kinder der Freiheit. Suhrkamp, Frankfurt/M. 1997, ISBN 3-518-40863-1.